# Avidină

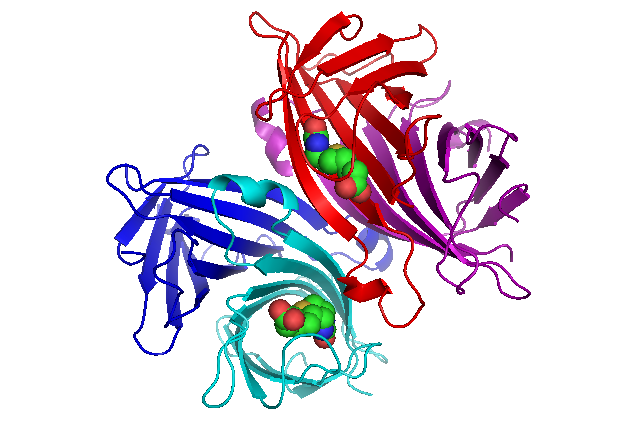
Structura tetrameră a streptavidinei, cu două molecule de biotină legate

Biotina - Avidina poate lega până la patru molecule de biotină simultan, cu un nivel ridicat de afinitate și specificitate

Avidina este o proteină tetrameră care leagă biotina și se regăsește în albușul ouălor. Formele dimere de avidine se găsesc și în unele specii de bacterii.  Proteina tetrameră conține patru subunități identice (este un homotetramer), de fiecare dintre acestea putându-se lega câte o moleculă de biotină (Vitamina B7, vitamina H) cu un grad ridicat de afinitate și specificitate. Constanta de disociere a complexului avidină-biotină este cuantificată prin valoarea K D ≈ 10 -15 M, ceea ce o face una dintre cele mai puternice legături necovalente cunoscute.